# Président de l'Assemblée législative du Yukon
Le Président de l'Assemblée législative du Yukon est le président de cette législature.

## Liste des présidents
Voici une liste des présidents de l'Assemblée territoriale du Yukon 1974-1978 et haut-parleurs de l'Assemblée législative du Yukon de 1978 :
| Nom | Nom              | Début du mandat  | Fin du mandat   |
| --- | ---------------- | ---------------- | --------------- |
|     | Donald Taylor    | 13 décembre 1974 | 1985            |
|     | Sam Johnston     | 15 juillet 1985  | décembre 1992   |
|     | Alan Nordling    | 14 décembre 1992 | 1994            |
|     | John Devries     | 16 avril 1994    | 1996            |
|     | Robert Bruce     | 4 décembre 1996  | 1997            |
|     | Doug Livingston  | 24 mars 1997     | 1997            |
|     | Robert Bruce     | 14 avril 1997    | 2000            |
|     | Dennis Schneider | 2000             | 2003            |
|     | Ted Staffen      | 27 février 2003  | 11 octobre 2011 |
|     | David Laxton     | 5 décembre 2011  | 10 mai 2016     |
|     | Patti McLeod     | 10 mai 2016      | 12 janvier 2017 |
|     | Nils Clarke      | 12 janvier 2017  | 11 mai 2021     |
|     | Jeremy Harper    | 11 mai 2021      | En fonction     |